# Moje krevní skupina
Moje krevní skupina – trzeci album studyjny czeskiego zespołu pop-rockowego Mandrage. Wydany został 25 listopada 2011 roku przez wytwórnię płytową, Universal Music. W ramach promocji wydawnictwa do piosenek "Františkovy Lázně", "Šrouby a matice" oraz "Mechanik" zrealizowano teledyski. 

## Lista utworów
Opracowano na podstawie materiału źródłowego.
1. "Moje Krevni Skupina" - 1:35
2. "Diplomat" - 3:54
3. "Františkovy Lázně" - 3:22
4. "Mechanik" - 3:28
5. "Šrouby a matice" - 3:14
6. "Psycholog" - 4:59
7. "Barbora" - 2:41
8. "Geometrie" - 2:23
9. "CML" - 2:28
10. "Disco MOCKBA part I" - 2:42
11. "Disco MOCKBA part II" - 3:15
12. "Air Arabic" - 2:43

## Twórcy
- Vít Starý – wokal prowadzący, gitara rytmiczna
- Pepa Bolan – gitara prowadząca, wokal wspierający
- Michal Faitl – gitara basowa
- Matyáš Vorda – perkusja
- František Bořík – instrumenty klawiszowe

## Pozycje na listach
| Państwo | Lista            | Najwyższa pozycja |
| ------- | ---------------- | ----------------- |
| Czechy  | Albums – Top 100 | 3                 |